# جزيرة مالان
جزيرة مالان، المعروفة أيضًا باسم بير غِب، هي بركان طيني يقع في بحر العرب، على بعد 3 كيلومترات من ساحل بلوشستان، باكستان. ارتفعت الجزيرة من الماء في إحدى ليالي مارس 1999 ورجعت انخفضت تحت مستوى سطح البحر في غضون عام[بحاجة لمصدر]. وعاودة الظهور في عام 2010.